# Эрнст Август (король Ганновера)
Эрнст Август (нем. Ernst August, 5 июня 1771, Букингемский дворец, Лондон, Англия, Британская империя — 18 ноября 1851, Ганновер, королевство Ганновер) — король Ганновера из одноимённой династии с 20 июня 1837 года до смерти. Пятый сын короля Британии и Ганновера Георга III. Первоначально не планировалось, что он станет править, но ни у одного из его старших братьев не оказалось законных сыновей. Когда в 1837 году скончался король Великобритании и Ганновера Вильгельм IV, старший брат Эрнста, престол Великобритании в соответствии с британскими законами перешёл к его племяннице Виктории, в то время как правителем Ганновера стал Эрнст, поскольку принятые там законы запрещали женщинам становится монархами. Это событие положило конец личной унии Великобритании и Ганновера, которая длилась с 1714 по 1837 год.

## Биография

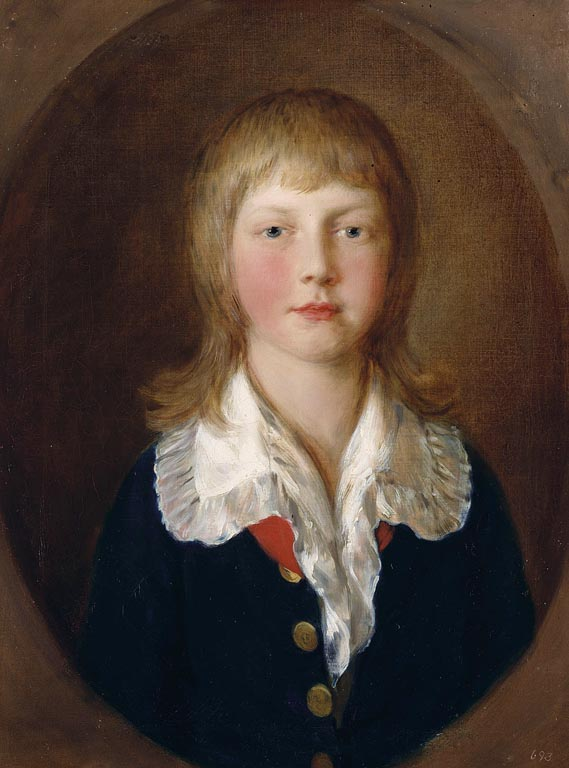
Молодой Эрнст Август. Портрет 1782 года авторства Томаса Гейнсборо

Эрнст Август родился в Букингемском дворце в Лондоне 5 июня 1771 года. Он был пятым сыном в семье короля Великобритании и Ганновера Георга III и его супруги королевы Шарлотты Мекленбург-Стрелицкой. 1 июля 1771 года его крестили по протестантскому обряду в Сент-Джеймсе. Он жил со своими младшими братьями принцем Адольфом (впоследствии герцог Кембриджский) и Августом (впоследствии герцог Сассекский) и своими наставниками в доме на Кью-Грин недалеко от резиденции его родителей во дворце Кью. Хотя король никогда в своей жизни не покидал Англию, он отправил своих сыновей учиться в Германию ещё в подростковом возрасте. По словам историка Джона Ван дер Кристе, это было сделано с целью ограничения влияния Георга, старшего брата Эрнста, который вёл экстравагантный образ жизни. Когда Эрнсту исполнилось 15 лет, отец отправил его вместе с двумя младшими братьями учится в Гёттингенском университете, который был расположен во владениях Британской короны в Ганновере. По словам Ван дер Кристе, Эрнст был весьма прилежным учеником, за год домашнего обучения освоив немецкий язык на должном уровне, чтобы обучаться на нём в университете. Хотя Георг приказал, чтобы домашнее хозяйство принцев было устроено по строгому военному принципу, а также попросил следить за чётким соблюдением правил университета, купцы ганноверского курфюршества были готовы дать ссуды принцам, и вскоре они влезли в долги.
Участник революционных и наполеоновских войн, был ранен, ослеп на левый глаз. В 1793—1795 годах участвовал в нидерландских походах; в 1799 году с титулом герцога Камберленда вошел в палату лордов. В палате лордов он стоял на стороне тори и был противником эмансипации католиков.

В 1813 году участвовал в Кульмском сражении. Фельдмаршал с 1813 года.

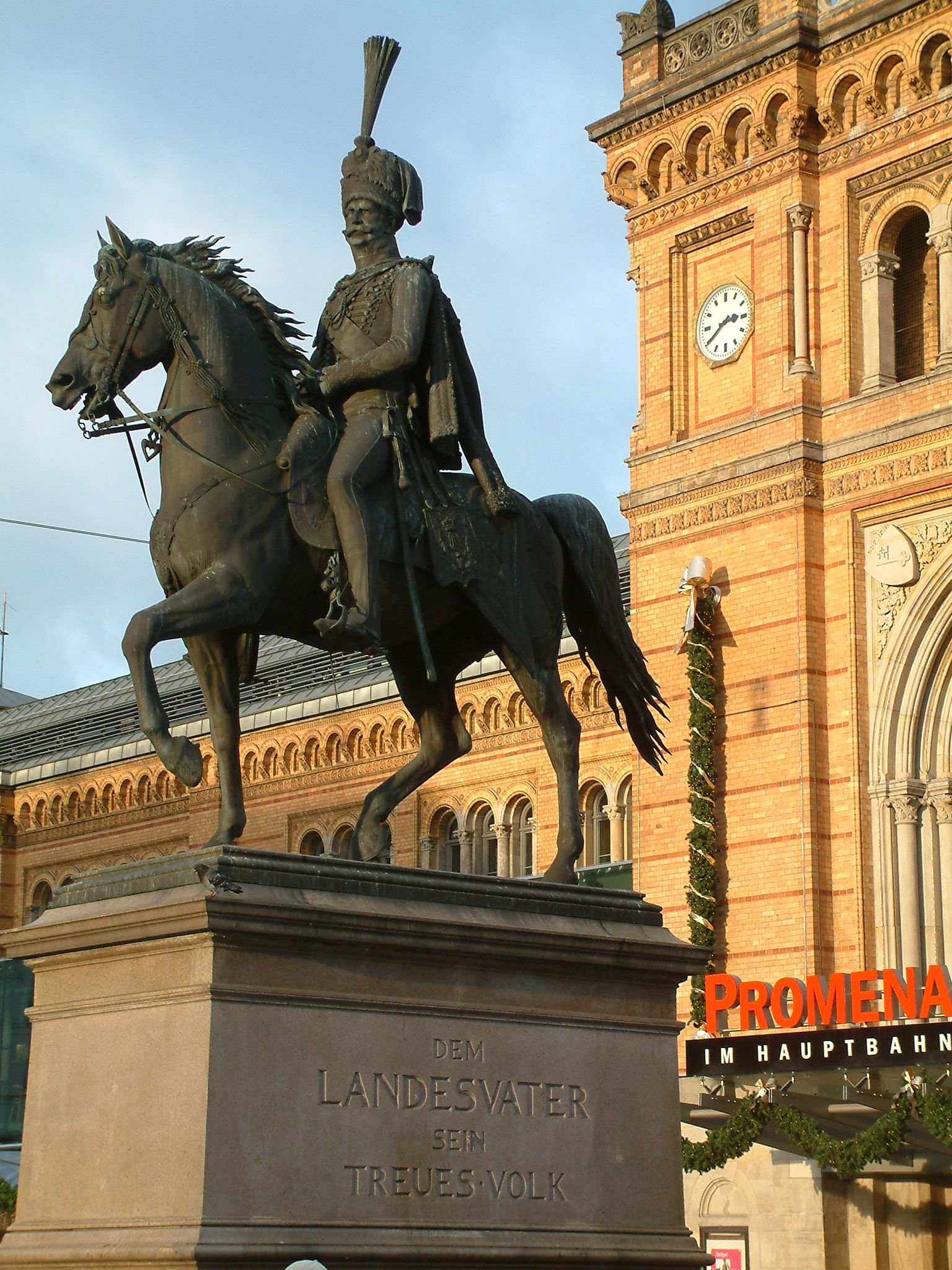
Памятник на площади Эрнста Августа

После кончины старших братьев Георга IV и Вильгельма IV, также правивших обоими королевствами, герцог Камберлендский в 1837 году вступил по салическому закону на ганноверский престол. Британский престол, наследуемый по женской линии, при этом заняла его племянница Виктория, дочь умершего в 1820 году Эдуарда, герцога Кентского, который был старше Эрнста Августа.
До рождения у Виктории первого ребёнка (дочери Виктории в 1840 году) был наследником британского престола. Существовал акт о регентстве на случай, если Виктория умрёт, не оставив наследников, а Эрнст будет в это время в Ганновере.
В Великобритании он был очень непопулярен; ходили слухи о том, что он убил собственного лакея и сожительствовал с сестрой Софией. В Ганновере, напротив, он пользовался любовью подданных, так как впервые за сто лет с лишним у страны оказался король, постоянно живший в Ганновере. Находя, что строй страны не соответствует его убеждениям, он в июне 1837 года отменил конституцию и с железной последовательностью преследовал всякую оппозицию. В 1840 году был введен новый государственный порядок.
В 1843 году Эрнст Август посетил Англию, где присягнул, как подданный, королеве Виктории и принял участие в заседаниях палаты лордов. Мартовские события 1848 года заставили Эрнста-Августа внести некоторые либеральные перемены в конституцию. Когда началась реакция, он противился объединению Германии и хотя и вступил в так называемый Союз трех королей, но скоро из него вышел.
В городе перед главным вокзалом ему поставлен памятник, на котором Эрнст Август восседает на коне; ганноверцы назначают встречи «под хвостом».

## Семья
В 1815 году вступил в брак с кузиной, принцессой Фридерикой Мекленбург-Стрелицкой, сестрой прусской королевы Луизы; Только один ребёнок из родившихся в браке выжил — будущий король Георг V Ганноверский (1819—1878).
27 сентября 1819 года был награждён орденом Св. Андрея Первозванного.